# Publius Volumnius Amintinus Gallus
Publius Volumnius Amintinus Gallus est un homme politique romain du Ve siècle av. J.-C., membre de la gens Volumnia, consul en 461 av. J.-C.

## Famille
Il est le seul membre des Volumnii Amintini, branche plébéienne de la gens Volumnia, à atteindre le consulat. Il est fils d'un Marcus Volumnius et petit-fils d'un Marcus Volumnius. Son nom complet est Publius Volumnius M.f. M.n. Amintinus Gallus.

## Biographie

### Consulat (461)
En 461 av. J.-C., il est consul avec Servius Sulpicius Camerinus Cornutus pour collègue. Leur mandat se déroule dans une période de fortes tensions politiques entre les tribuns de la plèbe, qui veulent mettre par écrit les droits consulaires (projet de lex Terentilia) et les patriciens conservateurs qui s’opposent à toute limitation du pouvoir des consuls.
Les consuls tentent de lever des troupes contre les Èques et les Volsques, ennemis traditionnels de Rome récemment défaits. Mais les tribuns utilisent leur veto pour bloquer la levée. Quand les tribuns appellent le peuple pour voter leur projet de loi, les consuls refusent de présider le scrutin et les jeunes patriciens provoquent des troubles. Cette paralysie politique dure toute l’année,. C'est dans ce contexte que se déroule le procès du jeune Kaeso Quinctius, accablé par le témoignage de Marcus Volscius Fictor.

### Révolte d'Appius Herdonius (460)
En 460 av. J.-C., le Sabin Appius Herdonius prend possession du Capitole avec une armée d'esclaves et de bannis. Lors de la contre offensive romaine, Publius Volumnius reprend le commandement après la mort du consul Publius Valerius Publicola et remporte la victoire.

### Ambassade auprès des Èques (458)
En 458 av. J.-C., les Èques rompent le traité de paix avec Rome en envahissant le territoire latin. Avec Quintus Fabius Vibulanus et Aulus Postumius Albus Regillensis, Publius Volumnius est membre de la délégation romaine qui se rend au Mont Algide pour demander des comptes aux Èques. La délégation romaine repart sans obtenir de résultats.

« Si le sénat de Rome vous a chargés d'une mission, répond le général des Èques, adressez-vous à ce chêne ; j'ai autre chose à faire que de vous entendre. Un chêne immense, en effet, s'élevait au-dessus de la tente du général et la couvrait de son ombre. »

— Tite-Live, Histoire romaine, III, 25, 7
La guerre est donc à nouveau déclarée et menée par les consuls de l'année suivante.

### Auteurs antiques
- Tite-Live, Histoire romaine, Livre III, 10-11/18/25 sur le site de l'Université de Louvain
- (en) Denys d'Halicarnasse, Antiquités romaines, Livre X, 1-16 sur le site LacusCurtius

### Auteurs modernes
- (en) T. Robert S. Broughton, The Magistrates of the Roman Republic : Volume I, 509 B.C. - 100 B.C., New York, The American Philological Association, coll. « Philological Monographs, number XV, volume I », 1951, 578 p.